# Петерсон Альвіна Августівна
Альвіна Августівна Петерсон (1895, містечко Стокельн Ліфляндської губернії, тепер Латвія — після 1937, тепер Російська Федерація) — радянська діячка. Член ВЦВК. Член Центральної контрольної комісії ВКП(б) у 1925—1927 роках.

## Життєпис
Член РСДРП(б) з 1917 року. Освіта середня.
Працювала робітницею, організатором заводу Урицького в місті Петрограді.
З 1925 року — слідча Партійної колегії Центральної контрольної комісії РКП(б) (ВКП(б))
З 1925 року входила до «нової» («ленінградської») та «Об'єднаної опозиції», очолюваної Троцьким, Зінов'євим і Каменєвим. За належність до лівої опозиції 14 листопада 1927 року була виведена із ЦКК ВКП(б), а 18 грудня 1927 року, на XV з'їзді ВКП(б), в числі 75 «активних діячів троцькістської опозиції» була виключена із партії. Після подання заяви про відхід від опозиції в 1928 році відновлена в членах ВКП(б).
У 1936 році перебувала на засланні в селі Жигалово Іркутської області.
19 жовтня 1936 року заарештована органами НКВС. 15 серпня 1937 року Військовою колегією Верховного суду СРСР засуджена до 10 років ув'язнення у виправно-трудових таборах. Загинула у таборах.
13 листопада 1958 року реабілітована Військовою колегією Верховного суду СРСР.